# 高倉佳彥
高倉佳彥（日语：／ Takakura Yoshihiko），日本男性動畫師、人物設計師。

## 來歷、人物
高倉佳彥原本來自JUNGLE GYM，目前隸屬於由本鄉滿領導的女神工作室。
在專注於《蠟筆小新》的作畫工作同時，他也參與了其它多種作品的製作（主要為SHIN-EI動畫）。
其風格多種多樣，從可愛的觸感到崩壞的佈局。於《蠟筆小新》的劇中動畫「超電導鋼彈勇士」負責人物設定和演出。他也參與了2014年上映的電影《蠟筆小新：大對決！機器人爸爸的反擊》的劇中電影原畫工作，該片的開場戲中就有鋼彈勇士機器人出現。
妻子林靜香也是動畫師。

## 參加作品

### 電視動畫
| 放映年份 | 作品名稱             | 職稱                                   |
| -------- | -------------------- | -------------------------------------- |
| 1979年   | 哆啦A夢 (1979年版)   | 作畫監督、原畫                         |
| 1980年   | 怪物小王子           | 作畫                                   |
| 1982年   | 猿飛小忍者           | 原畫                                   |
| 1982年   | 阿福                 | 作畫                                   |
| 1984年   | 魔法妖精貝露莎       | 作畫監督                               |
| 1984年   | 怪貓豬油糕           | 作畫                                   |
| 1985年   | 魔法之星愛美         | 作畫監督                               |
| 1985年   | 鄰家女孩             | 作畫監督                               |
| 1986年   | 魔法偶像粉蠟筆畫由美 | 作畫監督                               |
| 1986年   | 莫克和甜甜           | 作畫監督                               |
| 1987年   | 超能力魔美           | 作畫監督、原畫                         |
| 1987年   | 橙路                 | 作畫監督、原畫                         |
| 1989年   | 大耳鼠               | 作畫監督、原畫                         |
| 1991年   | 21衛門               | 人物設定、總作畫監督                   |
| 1992年   | 蠟筆小新             | 作畫監督、原畫、演出、鋼彈勇士角色設定 |
| 1996年   | 天才寶貝             | 作畫監督、原畫                         |
| 1997年   | 貓狐警探             | 作畫監督                               |
| 1998年   | 星方遊俠             | 原畫                                   |
| 1999年   | 天使不設防！         | 作畫監督                               |
| 1999年   | 大嘴鳥               | 原畫、OP1作畫、大道具設定              |
| 2001年   | 妙妙魔法屋           | 原畫                                   |
| 2002年   | 我們這一家           | 原畫                                   |
| 2003年   | 妙妙魔法屋 第3系列   | 作畫監督                               |
| 2006年   | 白色戀人             | 作畫監督                               |
| 2014年   | 怪盗Joker            | OP原畫                                 |

### 電影動畫
| 上映年份 | 作品名稱                                            | 職稱                               |
| -------- | --------------------------------------------------- | ---------------------------------- |
| 1981年   | 怪物小王子：怪物樂園的邀請                          | 原畫                               |
| 1988年   | 超能力魔美：星空上的跳舞娃娃                        | 原畫                               |
| 1989年   | 哆啦美：迷你哆啦SOS                                 | 人物設定、作畫監督、太陽能帆船設定 |
| 1990年   | 大耳鼠：愛莉活動大寫真                              | 人物設定、作畫監督                 |
| 1991年   | 哆啦美：阿拉拉♥少年山賊團！                         | 人物設定、作畫監督、原畫           |
| 1992年   | 21衛門：去宇宙吧！赤脚公主                          | 人物設定、作畫監督                 |
| 1993年   | 哆啦美：哈囉小恐龍                                  | 人物設定、作畫監督、原畫           |
| 1993年   | 蠟筆小新：動感超人VS高衩魔王                        | 原畫                               |
| 1994年   | 哆啦美：青色稻草人                                  | 人物設定、作畫監督、佈局、原畫     |
| 1994年   | 蠟筆小新：不理不理王國的秘寶                        | 原畫                               |
| 1995年   | 2112年哆啦A夢的誕生                                 | 人物設定、作畫監督                 |
| 1995年   | 蠟筆小新：雲黑齋的野心                              | 原畫                               |
| 1995年   | 劇場版 NINKU -忍空-                                 | 原畫                               |
| 1996年   | 哆啦美與哆啦A夢七小子：機器人學校七大不可思議       | 人物設定、作畫監督                 |
| 1996年   | 蠟筆小新：搞怪遊樂園大冒險                          | 原畫                               |
| 1996年   | 新橙路 capricious orange road 那個夏天的開始        | 原畫                               |
| 1997年   | 哆啦A夢七小子：怪盜哆啦邦謎樣的挑戰書               | 人物設定、作畫監督                 |
| 1997年   | 蠟筆小新：黑暗珠珠大追擊                            | 原畫                               |
| 1998年   | 哆啦A夢七小子：哆啦A夢七小子的蟲蟲大作戰            | 人物設定、作畫監督、原畫           |
| 1998年   | 蠟筆小新：電擊！豬蹄大作戰                          | 原畫                               |
| 1999年   | 哆啦A夢七小子：點心娜娜王國                         | 人物設定、作畫監督、原畫           |
| 2000年   | 哆啦A夢七小子：火車大暴走                           | 人物設定、作畫監督                 |
| 2000年   | 蠟筆小新：風起雲湧的叢林冒險                        | 原畫                               |
| 2001年   | 哆啦美與哆啦A夢七小子：宇宙樂園之千鈞一髮           | 人物設定、作畫監督、原畫           |
| 2001年   | 蠟筆小新：風起雲湧 猛烈！大人帝國的反擊             | 原畫                               |
| 2002年   | 哆啦A夢：大雄與機器人王國                           | 原畫                               |
| 2002年   | 哆啦A夢七小子：GOAL！GOAL！GOAL!!                   | 人物設定、作畫監督、原畫           |
| 2002年   | 劇場版 神奇寶貝：水都的守護神 拉帝亞斯與拉帝歐斯    | 原畫                               |
| 2003年   | Pa-Pa-Pa The★Movie 小超人帕門                       | 原畫                               |
| 2003年   | 蠟筆小新：風起雲湧 光榮燒肉之路                     | 原畫                               |
| 2003年   | 劇場版 神奇寶貝：七夜的許願星 基拉祈                | 原畫                               |
| 2004年   | 哆啦A夢25週年紀念日                                 | 人物設定、作畫監督、原畫           |
| 2004年   | Pa-Pa-Pa The★Movie 小超人帕門：章魚DE砰，八條腿砰！ | 原畫                               |
| 2004年   | 蠟筆小新：夕陽下的春日部男孩                        | 原畫                               |
| 2005年   | 蠟筆小新：3分鐘百變大進擊                           | 原畫                               |
| 2006年   | 蠟筆小新：Amigo！森巴入侵計畫                       | 原畫                               |
| 2007年   | 蠟筆小新：小白的屁屁炸彈                            | 原畫                               |
| 2008年   | 蠟筆小新：風起雲湧的金矛勇者                        | 人物設定、原畫                     |
| 2009年   | 哆啦A夢：新·大雄的宇宙開拓史                        | 原畫                               |
| 2009年   | 蠟筆小新：春日部野生王國                            | 原畫                               |
| 2010年   | 哆啦A夢：大雄的人魚大海戰                           | 原畫                               |
| 2010年   | 蠟筆小新：我的超時空新娘                            | 機器人設定、原畫                   |
| 2011年   | 蠟筆小新：黃金間諜大作戰                            | 原畫                               |
| 2012年   | 蠟筆小新：我和我的宇宙公主                          | 原畫                               |
| 2013年   | 哆啦A夢：大雄的秘密道具博物館                       | 原畫                               |
| 2013年   | 蠟筆小新：超級美味！B級美食大逃亡!!                 | 機械設定、原畫                     |
| 2014年   | 哆啦A夢：新·大雄的大魔境 ～柏高與5人之探險隊～      | 原畫                               |
| 2014年   | 蠟筆小新：大對決！機器人爸爸的反擊                  | 鋼彈勇士設定、原畫                 |
| 2015年   | 哆啦A夢：大雄的宇宙英雄記                           | 原畫                               |
| 2015年   | 蠟筆小新：我的搬家物語 仙人掌大襲擊                 | 原畫                               |
| 2016年   | 蠟筆小新：爆睡！夢世界大作戰                        | 原畫                               |
| 2017年   | 蠟筆小新：宇宙人Pi力來襲!!                          | 原畫                               |
| 2018年   | 蠟筆小新：功夫小子 ～拉麵大亂鬥～                   | 原畫                               |
| 2019年   | 蠟筆小新：新婚旅行風暴 ～奪回廣志大作戰～           | 原畫                               |
| 2020年   | 蠟筆小新：激戰！塗鴉王國與差不多四勇者              | 原畫                               |
| 2021年   | 蠟筆小新：謎案！天下春日部學院的怪奇事件            | 原畫                               |
| 2022年   | 蠟筆小新：幽靈忍者珍風傳                            | 原畫                               |

### OVA
| 發行年份 | 作品名稱                | 職稱 |
| -------- | ----------------------- | ---- |
| 1992年   | 中華姑娘的憂鬱          | 原畫 |
| 1994年   | NINKU -忍空- 刀子的墓標 | 原畫 |
| 1994年   | 莉卡與山貓 星星之旅     | 原畫 |
| 1995年   | 秘境探險法姆&伊莉       | 原畫 |
| 1996年   | 魔靈公主                | 原畫 |

### 其它
2008年
- 壞利歐樂園大震盪（日语：ワリオランドシェイク）（動畫作畫監督&原畫）

## 相關項目
- 本鄉滿
- 原惠一
- 林靜香
- 日本動畫師列表（日语：アニメ関係者一覧）
- JUNGLE GYM（日语：じゃんぐるじむ）
- SHIN-EI動畫